# Château de Cabriès
Le château de Cabriès est situé sur le territoire de la commune française de Cabriès dans le département des Bouches-du-Rhône, et la région Provence-Alpes-Côte d'Azur.

## Histoire
En 1200, l'existence d'un château de pierre (castrum de Cabriera) est répertoriée dans la liste Pergam.
Le plus ancien titre connu de l'histoire seigneuriale de Cabriès est un acte de vente daté de 1237 par lequel Anselme Férus vend le fief et le château de Cabriès à Raymond Bérenger V, Comte de Provence. Ancienne place forte habitée par les comtes de Provence, le château devient au XVIIIe siècle une résidence d'agrément et ses façades s'ornent de fenêtres à la française. En 1934, le peintre Edgar Mélik achète l'aile nord du château, il peint sur la plupart des murs (dont la chapelle du XVIIe siècle) et construit son atelier qui offre une vue imprenable sur le massif de Sainte-Victoire.

## Culture
Le château abrite le musée Edgar Mélik qui abrite la collection du peintre, décédé en 1976 dont l'œuvre murale est un élément unique dans la région. Des expositions temporaires y sont proposées ainsi que du mobilier d'archéologie locale.